# Alfred Dreyfus
Alfred Dreyfus (Mulhouse, 9 ottobre 1859 – Parigi, 12 luglio 1935) è stato un militare francese.
Capitano dello Stato Maggiore, ebreo, il 22 dicembre 1894 fu condannato da un tribunale militare con l'accusa, poi rivelatasi falsa, di alto tradimento.

## Biografia
Alfred Dreyfus nacque come ultimo figlio di Raphaël Dreyfus, un industriale ebreo, e Jeannette Libmann-Weill. Vive in Alsazia assieme ai genitori e i nove fratelli nella casa familiare della rue du Sauvage a Mulhouse. Nel 1871 la Francia,  sconfitta nella guerra franco-prussiana, perde l'Alsazia, che viene annessa dall'Impero tedesco. Gli abitanti dell'Alsazia e della Lorena si trovano davanti una scelta: rifugiarsi in Francia o diventare sudditi tedeschi. Nel 1872, i Dreyfus scelgono la nazionalità francese e si trasferiscono prima a Basilea in Svizzera e poi a Parigi. Alfred Dreyfus entra quindi a l'École polytechnique nel 1878 e diventa ufficiale d'artiglieria. È ammesso nel 1890 alla École de guerre, un istituto militare per la formazione degli ufficiali delle forze armate francesi. Nello stesso anno, sposa Lucie Hadamard (23 agosto 1869 - 14 dicembre 1945), proveniente da una famiglia agiata di negozianti di diamanti originaria di Metz. La coppia vede nascere due figli: Pierre (5 aprile 1891 - 28 dicembre 1946) e Jeanne (22 febbraio 1893 - 30 aprile 1981).
Nel settembre del 1894, il controspionaggio sottrae all'ambasciata tedesca di Parigi una lettera indirizzata a un ufficiale tedesco, in cui venivano rivelate importanti informazioni militari francesi. Alfred Dreyfus, la cui grafia somiglia a quella della lettera, viene rapidamente indicato come sospetto. I timori e le ambizioni politiche del ministro della guerra Auguste Mercier, oltre che l'antisemitismo dello stato maggiore, fanno di Dreyfus il capro espiatorio ideale. Nonostante il processo si basi su documenti palesemente falsi, Dreyfus nel gennaio 1895 viene condannato, quale estensore della lettera, al carcere a vita e inviato in prigionia all'Isola del Diavolo, nella Guyana francese. Nel 1899, a seguito della revisione del processo, la corte militare ne conferma la colpevolezza, ma tramuta la condanna a 10 anni di carcere. Pochi giorni dopo il verdetto Dreyfus ottiene la grazia.
Malgrado la rilevanza pubblica del caso, Dreyfus non viene interamente riabilitato fino al luglio 1906, quando un verdetto della Corte di cassazione lo conferma innocente. Viene riabilitato nell'esercito e nel grado, ma, a causa dell'indebolimento fisico causato dalla prigionia, viene congedato nell'ottobre 1907 e posto nella riserva. Ritorna in servizio nel 1914 allo scoppio della Grande Guerra col grado di maggiore dell'artiglieria, perlopiù nelle retrovie a Parigi, ma partecipando dal 1917 anche a combattimenti a Verdun e al Chemin des Dames, raggiungendo nel 1918 il grado di tenente colonnello. Il 9 luglio 1919 è insignito del titolo di ufficiale della Legion d'onore. Muore a Parigi nel 1935 ed è sepolto nel Cimitero di Montparnasse. L'iscrizione sulla sua tomba (Qui giace il tenente colonnello Alfred Dreyfus, ufficiale della Legion d'onore) è in francese e in ebraico.

### L'affare Dreyfus

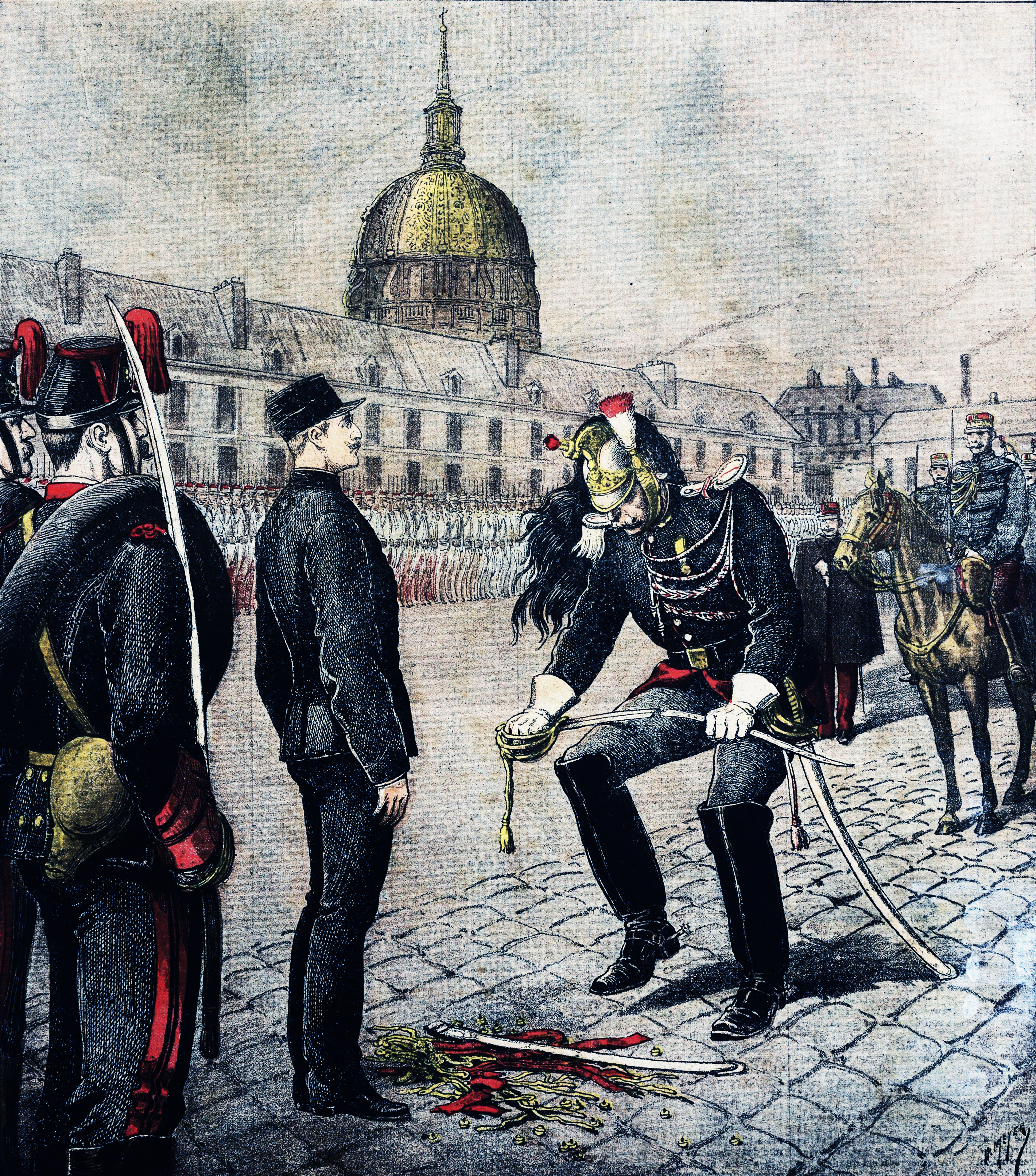
La degradazione di Dreyfus, all'École militaire di Parigi.

Durante la prigionia di Dreyfus sull'Isola del Diavolo, nella Guyana francese, in Francia il caso giudiziario divenne motivo di divisione nel Paese; l'opinione pubblica si divise in due schieramenti: i dreyfusards e gli antidreyfusards. I primi, intellettuali, politici e tutti coloro che consideravano l'affaire un clamoroso caso di antisemitismo, di razzismo e di nazionalismo cieco; i secondi erano, al contrario, nazionalisti, antisemiti e militari. Personalità di spicco, come l'Imperatrice Eugenia (consorte del defunto Napoleone III) partecipano al dibattito. Eugenia, ad esempio, era una "pro-Dreyfus" e lo difese dallo storico Gustave Schlumberger, il quale era convinto della colpevolezza di Dreyfus e interrompeva chiunque parlasse a favore dell'ufficiale ebreo: tuttavia egli ascoltò, senza interrompere, il discorso che l'Imperatrice tenne a favore dell'ufficiale all'Hotel Continental, a Parigi.
Un ruolo importante nella formazione dell'opinione pubblica fu svolto dalla stampa: in particolare dal giornale L'Aurore, che pubblicò un articolo dello scrittore Émile Zola; si trattava di una lettera aperta al presidente della Repubblica francese Félix Faure, suggestivamente intitolata J'accuse: una denuncia dell'arbitrio giudiziario e della manipolazione dell'informazione.
Anche in Italia il caso ebbe molto seguito, anche per il possibile coinvolgimento dell'addetto militare italiano presso l'ambasciata in Francia, Alessandro Panizzardi, circostanza che avrebbe rischiato di compromettere i tentativi di miglioramento dei rapporti tra Italia e Francia dopo la guerra doganale e l'adesione italiana alla Triplice alleanza. Inoltre, il caso Dreyfus fu seguito con passione dal segretario di legazione dell'ambasciata italiana a Parigi, Raniero Paulucci di Calboli, che, convinto dell'innocenza di Dreyfus, raccolse una vasta quantità di materiale, costituendo un fondo considerato "unico nel suo genere", oggi conservato presso la Biblioteca comunale Aurelio Saffi di Forlì.